# ボス その男シヴァージ
『ボス その男シヴァージ』（ボス そのおとこシヴァージ、原題：Sivaji/Sivaji: The Boss）は、2007年に公開されたインドのマサラ映画。シャンカルが監督を務め、ラジニカーント、シュリヤ・サラン、スマン、ヴィヴェーク、ラグヴァランが出演しており、音楽監督はA・R・ラフマーン、美術監督はトーッター・ダラニ、撮影監督はK・V・アーナンドが務めている。
2007年6月15日にタミル語版が公開され、同時にテルグ語吹替版も公開、2010年1月8日にはヒンディー語吹替版が公開された。国家映画賞を1つ、フィルムフェア賞 南インド映画部門を3つ、ヴィジャイ・アワードを2つ受賞するなど批評家から高い評価を集め、興行的にも成功を収めた。2012年12月12日には155分に短縮された3D版が再上映された。

## キャスト
- シヴァージ - ラジニカーント[5]
- タミルセルヴィー - シュリヤ・サラン[6]
- アリヴ - ヴィヴェーク（英語版）[6]
- アーディセーシャン - スマン（英語版）[5]
- チェジアン博士 - ラグヴァラン（英語版）[6]
- アルムガム - マニヴァンナン（英語版）
- アルムガムの妻 - ヴァディヴッカラシ（英語版）
- クザンダイヴェル - コーチン・ハニーファ（英語版）
- トンダイマン - ソロモン・パッパイアー（英語版）
- ラーマリンガム - パッティマンドラム・ラージャ（英語版）
- アーディセーシャン派の警部 - シャンムガラジャン（英語版）
- アリヴの弁護士 - ピラミド・ナタラジャン（英語版）
- パザニサミー - M・S・バースカル（英語版）
- シヴァージと対立する警部 - J・リヴィングストン（英語版）
- ジョーティ・ラーマリンガム - ウマ・パドマナバン（英語版）
- ヴェヌ - ボース・ヴェンカット（英語版）
- MLA - ヴァース・ヴィクラム（英語版）
- 霊媒師 - マハデヴァン（英語版）

カメオ出演
- 「Baleilakka」シーン登場 - ナヤンターラ、シャンカル、K・V・アーナンド（英語版）、トーッター・ダラニ
- イラヴァラス（英語版）
- カナル・カンナン（英語版）
- メイイルサミー（英語版）
- A・C・ムラリ・モハン（英語版）
- チンニ・ジャヤント（英語版）
- ダーム（英語版）
- スワーミナーダン（英語版）

## 製作

### 企画

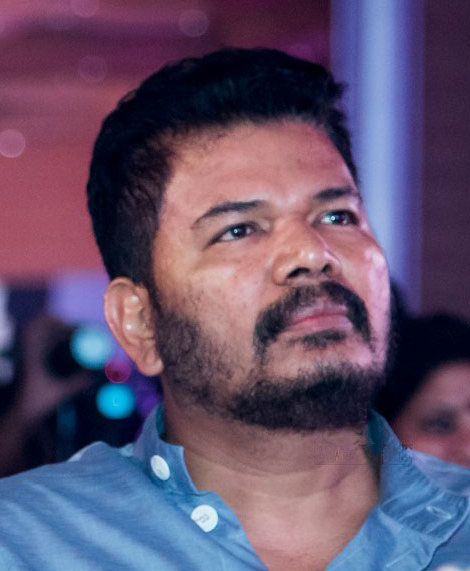
シャンカール

『ジーンズ 世界は2人のために』で成功を収めたシャンカルは、ラジニカーントを主役に起用することを念頭に次回作『Mudhalvan』の脚本執筆に取りかかった。しかし、ラジニカーントは『パダヤッパ いつでも俺はマジだぜ!』の撮影スケジュールが決まっていたため出演できず、代わりにアルジュン・サルジャーが起用された。2005年に『Anniyan』が公開された後、シャンカルは次回作の製作に取りかかる前に休暇を取ることを決めた。同年8月、ラジニカーントはAVMプロダクションとの間に次回作の出演契約を結んだ。また、その作品でシャンカールが監督を務めることが確認された。製作陣はタイトルについて問題化することを避けるためシヴァージ・ガネーサンの遺族に了解を得た後、8月24日に製作発表を行った。タイトルは「Sivaji」となり、タイトルに続く「The Boss」は「社会活動学士号」を意味している。本作はAVMプロダクション第168作目、ラジニカーントにとっては154作目（タミル語映画としては100作目）、AVMプロダクション出演作としては9作目の映画となった。ラジニカーントの伝記を著したナーマン・ラーマチャンドランによると、本作はAVMプロダクション創設者A・V・メイヤッパンの生誕100周年を記念して製作されたという。
シャンカルは監督の他に原案、脚本も担当している。A・R・ラフマーンは映画のサウンドトラックと映画音楽を担当し、3000万ルピーの報酬を受け取った。スジャータ・ランガラージャンは台詞を担当している。助監督はプラブ・ラージャ・チョーランが務め、ラジニカーントの娘サウンダリヤー・ラジニカーントはグラフィックデザイナーとして参加している。2005年8月にK・V・アーナンドが撮影監督に起用され、衣装デザイナーの責任者にはマニーシュ・マルホートラ、編集と美術監督にはそれぞれアンソニーとトーッター・ダラニが起用された。ラジニカーントのメイクアップアーティストにはバーヌが起用された。

### キャスティング
当初、ヒロイン役にはアイシュワリヤー・ラーイ・バッチャンが検討されていた。しかし、2005年10月にシャンカルとラジニカーントはシュリヤ・サランがヒロイン役を演じることを公表した。彼女の声はカニハが吹き替えており、カニハにとって『Anniyan』に続き2度目のシャンカール監督作品への出演となった。同年11月、ヴィヴェークが主人公シヴァージの叔父役で出演することが発表された。スナイナは特別出演としてタミル語映画デビューを果たす予定だったが、最終的に彼女の出演シーンは全てカットされた。『チャンドラムキ 踊る!アメリカ帰りのゴーストバスター』でラジニカーントと共演したナヤンターラは「Baleilakka」のダンスシーンに出演することが発表された。
悪役アーディセーシャンにはアミターブ・バッチャン、プラカーシュ・ラージ、モーハンラールが検討された後、2006年3月にスマンが起用された。サティヤラージはオファーを受けたものの、出演を辞退している。スマンは役作りのために髭を剃り、義歯を装着して撮影に臨んでいた。また、シャンカルはスマンのために白のドウティ、シャツ、靴、ロレックスの時計、レイバンのサングラスを用意するように衣装デザイナーに指示している。スマンがラジニカーントと共演するのは1981年公開の『Thee』以来となる。スマンの吹き替えはスッブ・パンチュ・アルナーチャラムが担当している。助演としてソロモン・パッパイアーとパッティマンドラム・ラージャが起用され、ラージャは本作がデビュー作となった。シヴァージの両親役にはマニヴァンナンとヴァディヴッカラシが起用され、ラグヴァランは博士役に起用された。

### 撮影
2005年11月28日にAVMプロダクションで主要撮影を開始するに際して、プージャが執り行われた。この儀式は極秘に行われ、重要なキャストとスタッフのみが参加した。12月14日にハイデラバードのラモジ・フィルムシティで「Vaaji Vaaji」の歌唱シーンの撮影が行われ、ラジニカーントとサランが参加した。ラモジ・フィルムシティでの撮影はトーッター・ダラニがシャンカルに提案したものであり、彼は美術監督としてのスキルと経験を活かせる撮影スタジオとして同地を考えていた。「Vaaji Vaaji」のシーンのバビロニアの宮殿は、シャンカルがトーッター・ダラニに依頼した「色彩の多い宮殿」を実現するために作られている。彼はダンサー80人とジュニア・アーティスト100人を動員するために40階建てのバビロニアの宮殿を作り出した。アーナンドによると「Vaaji Vaaji」のシーンはスーパー35モーションピクチャー・フィルムフォーマットで撮影され、8日間で終了したという。G・ダナンジャヤンは著作『The Best of Tamil Cinema 』の中で、「Vaaji Vaaji」のシーンだけで3500万ルピーの費用がかかっていると述べている。
ラモジ・フィルムシティでは「Sahana」の歌唱シーンも撮影されたが、トーッター・ダラニは同シーンのセット・デザインを「非常に挑戦的なものだった」と語っている。伝統的な四季を歌う歌詞を読んだ彼は、日本で開催されたシンポジウムで使用した「Living in Seasons」というコンセプトを活用することを考えついた。彼はセット・デザインのために「伝統的な日本の家」「現在の家」「未来の家」という3つのコンセプトを提案し、シャンカルは円形・正方形・ピラミッドの透明なドームが立ち並ぶ「未来の家」のデザインを採用した。円形ドームの周囲には通路があり、50メートルの高さから水が落ちる仕組みになっている。「未来の家」はアクリル樹脂とガラスで作られており、アクリル樹脂は床を作る際に使用され、30日間かけて製作された。
トーッター・ダラニはタミルセルヴィーが働くミュージックストアと周囲の通りや倉庫、彼女の自宅、アーディセーシャンのオフィスも製作している。ミュージックストアはヴィクトリアン様式のデザインが施され、倉庫のセットはAVMプロダクション内に作られ、アクションシーンも同地で撮影された。野外シアターでのアクションシーンの撮影は15日から20日間ほどかかり、このセットもトーッター・ダラニが製作している。アーナンドは撮影に際し、エアスター・スペース・ライティング社のバルーン・ライトを使用している。タミルセルヴィーの自宅内部のセットはタミル・ナードゥ州住宅局が建設したアパートの切り抜きを利用してデザインされている。
2006年5月、スペイン・ビルバオのビルバオ・グッゲンハイム美術館でバレンシアの芸術科学都市という設定で「Style」のダンスシーンが撮影された。このシーンのシヴァージの外見は、V・スリニヴァス・モハンが作成したCGI画像を使用している。また、アーナンドはラジニカーントとバックグラウンドダンサーであるジャッキーのシーンをすべて再撮影している。ラジニカーントとジャッキーのシーンは4K解像度でスキャンされた後、ジャッキーの肌の色がラジニカーントの肌にデジタル移植された。フランス人スタイリストのサンドリン・ヴェリアル・セスは、映画全体で2種類、「Style」のシーンだけで13種類のヘアスタイルをデザインした。「Balleilakka」のダンスシーンは、ラジニカーントのファンが殺到することを危惧してタミル・ナードゥ州内での撮影を断念し、プネー近郊のワーイで500人を動員して8日間かけて撮影された。このシーンにはトリッシュールの民俗芸術プリカリのダンサー50人が、シャンカールに雇われて出演している。
2006年11月、ラジニカーント、サラン、ヴィヴェークの登場シーンがプネー・ジャンクション駅で撮影された。ラジニカーントとヴィヴェークが登場する主要シーンの撮影はチェンナイのヴィクトリア公会堂で行われた。ビニー&カンパニーではアクションシーンと「Athiradi」のダンスシーンが撮影され、「Athiradi」のセットはヴェネツィアを模して製作されている。ラジニカーントは、マガルパッタのSEZタワーで行われたクライマックスシーンの撮影のために頭髪を剃りスキンヘッドにした。2007年2月に主要撮影が終了した。シヴァージとアーディセーシャンのクライマックスシーンはヴェルス大学で撮影された。アーナンドはRediff.comの取材で、ダンスシーンとアクションシーン以外の撮影は65日以内に終了すると語っている。ラジニカーントはテルグ語吹替版のために複数のシーンを再撮影している。

### 音楽
映画音楽はパラグアイで再録音された後、ラフマーンはロンドンで再録音を行った。サウンドトラック発売の1か月前に3曲がインターネット上に流出する事件が発生したが、この3曲は公式のものとは異なっており、別人の歌手が歌っている非公式なものだった。

## 作品のテーマ
多くの批評家が本作のテーマは、シャンカルの過去作品『Gentleman』『Mudhalvan』の影響を受けていると指摘している。本作は汚職と資金洗浄と、それを取り除こうとする主人公というテーマが採用されている。ニュー・インディアン・エクスプレスのゴーピナート・ラージェーンドランは、富裕層から貧困層へ施しを与えるという点で、主人公シヴァージをロビン・フッドと比較している。シヴァージはソフトエンジニアであり、インド国内の汚職に苛まれ「富める者はより豊かに、貧しい者はより貧しくなる」貧困層の現状を目の当たりにしている。また、汚職を目の当たりにしたシヴァージに海外へ戻るように促す叔父に対して、シヴァージが「どこに戻れと言うのか。ここは我が家だ」と返答するシーンを通して彼の愛国心が描かれている。

## 公開

### 配給
テレビ放送権はカライグナルTVが4000万ルピーで取得した。AVMプロダクションは配給権をケーララ州3,500万ルピー、アーンドラ・プラデーシュ州1億4000万ルピーで売却した。2007年5月30日に3分間の予告編がCNN-IBNで放映された。オフィシャルトレーラーはGalatta.comとアインガラン・インターナショナルから公開された。当初、公開日は2007年4月14日を予定していた。しかし、ポストプロダクションの遅延のために6月15日に変更となった。7月15日にAVMプロダクションはヒンディー語吹替版を製作することを発表し、2010年1月14日に公開された。

### 特別上映
ラジニカーントは自身の政治的関係を活用して、数人の政治家のために映画を上映している。2007年6月14日には元アーンドラ・プラデーシュ州首相ナラ・チャンドラバブ・ナイドゥのためにハイデラバードで上映会を開催した。彼はスペシャルビューイングの際には同州首相Y・S・ラージャセーカラ・レッディを招待すると語っており、この他にタミル・ナードゥ州首相M・カルナーニディ、元同州首相J・ジャヤラリター、インド財務大臣P・チダンバラムも映画を観ることに熱心だったと語っている。また、プライベート上映会の際にはアミターブ・バッチャンを招待している。

### 3D版上映
2012年に『Sivaji 3D』が上映された。これはオリジナル版をドルビーアトモスでリマスターした後に3D形式にポストコンヴァーシングして作成されたものである。『Sivaji 3D』は新しいドルビーアトモス・プラットフォームを備えた最初のインド映画となった。3D版の予告編は2012年8月13日にプラサード・スタジオから発表され、ラジニカーントの誕生日である12月12日に合わせて公開された。3D版の収録時間はオリジナル版よりも短縮された155分となっている。

### トラブル
2007年7月9日、M・サティヤムールティは映画がインド国民会議のソニア・ガンディー、マンモハン・シンの名誉を棄損していると訴えて上映中止を要求した。訴えの根拠としてサティヤムールティは、悪役であるアーディセーシャンの登場シーンにガンディーとシンの肖像が背景に描かれ、彼がインド国民会議の党員であることを示唆している点を挙げている。彼は監督、プロデューサー、主演俳優に対して5億ルピーの損害賠償をインド国民会議タミル・ナードゥ州支部に支払うように要求した。また、助監督の1人であるジャヤ・ラージャデヴァンは「リジナルの脚本を書いたのは自分だと主張して映画審査の差止を裁判所に請求した。裁判所はシャンカールに通知を送付したものの、映画の審査は中止されなかった。

## 評価

### 興行収入
世界750スクリーンで上映され、劇場は満席に近い状態だった。内訳はタミル・ナードゥ州303スクリーン、アーンドラ・プラデーシュ州300スクリーン、北インド12スクリーン、それ以外の地域が145スクリーンとなっている。チェンナイでは16スクリーンで上映され、公開4日間で1350万ルピーの興行収入を記録し、当時のタミル語映画の興行記録を更新した。映画はケーララ州、バンガロールの他、カンナダ語圏でも13スクリーンで上映された。ニューデリーではPVRシネマズの4スクリーンで上映され、「映画への圧倒的な反応」があったため公開第2週までに上映スクリーン数は12に拡大された。映画はムンバイ、コルカタの他、伝統的にタミル語映画の市場とは見なされなかったプネー、ヴァドーダラーでも収益を上げた。チェンナイでの興行収入は公開第2週に4070万ルピー、第5週に8500万ルピー、第7週に1億ルピーを記録している。
国際市場では北米、ヨーロッパ、東南アジア、湾岸諸国、オーストラリアなど20か国以上でタミル語版が公開され、マレーシアではインターナショナル版が公開された。マレーシアでは200万ドルの興行収入を記録しており、シンガポールでも高い集客力を示している。スリランカでは70スクリーンで上映され、チケットは完売している。海外の主要な市場となっている湾岸諸国でも高い人気を得た。カナダでは3つの主要都市10スクリーンで上映され、イギリスでは1スクリーン当たり1万4000ポンドの収益を上げ、タミル語映画として初めて映画ランキング・トップ10入りを果たし、アメリカ合衆国では当初24スクリーンで上映されたが、後にタミル語版が19スクリーン、テルグ語版が21スクリーンで追加上映された。イギリスでの公開時には13秒のシーンがカットされている。南アフリカ共和国ではケープタウンでは興行的に失敗したものの、ヨハネスブルグとダーバンでは興行的に成功し、タミル語映画として初めてトップ10入りを果たした。シンガポール航空は機内での3か月間の上映権を取得しており、これはタミル語映画として初めてのことだった。
最終的な海外興行成績はアメリカ200万ドル、カナダ50万ドル、イギリス75万ドル、ヨーロッパ・湾岸諸国75万ドル、マレーシア200万ドル、シンガポール75万ドル、スリランカ125万ドル、オーストラリア・ニュージーランド・タイ王国25万ドルとなっている。

### 批評
ザ・ヒンドゥーのマラーティー・ラーンガラージャンは「映画は終結に向かって弛んでいく」と述べて主人公シヴァージとストーリーに低評価を下したが、キャストや美術、撮影技術やアニメーションについては高評価を下している。同じくザ・ヒンドゥーのアナント・クリシュナンは「映画は凝り固まった汚職に対する効果的な知見を提示するが、映画が提供するかなり不穏な治療方法は、古き良きヴィジランティズムだ。興行的には成功したが、汚職を改善するのではなく拒絶するというメッセージは悩ましいものだった」と批評している。ヒンドゥスタン・タイムズのT・S・V・ハリは「『ボス その男シヴァージ』は、シャンカルのこれまで作ったジンゴイズム的、場当たり的な作品の二番煎じである」と批評したが、映画の興行的成功と撮影技術は高評価している。ザ・タイムズ・オブ・インディアは映画の内容について「何ら新しいものは提供されない」ものの、その面白さは保証されているとして4/5の星を与えている。Rediff.comのR・G・ヴィジャヤサラティーは「論理はなく、ただラジニカーントの魔法があるだけ」と述べ、反腐敗のメッセージ性を非論理的であると酷評したものの、ラジニカーント、サラン、ヴィヴェークの演技と技術スタッフの仕事振りについては高く評価している。

### 受賞・ノミネート
| 映画賞                            | 部門                       | 対象                       | 結果       | 出典    |
| --------------------------------- | -------------------------- | -------------------------- | ---------- | ------- |
| 国家映画賞                        | 特殊効果賞                 | インディアン・アーティスツ | 受賞       | [ 129 ] |
| フィルムフェア賞 南インド映画部門 | 音楽監督賞                 | A・R・ラフマーン           | 受賞       | [ 130 ] |
| フィルムフェア賞 南インド映画部門 | 撮影賞                     | A・V・アーナンド           | 受賞       | [ 130 ] |
| フィルムフェア賞 南インド映画部門 | 美術賞                     | トーッター・ダラニ         | 受賞       | [ 130 ] |
| フィルムフェア賞 南インド映画部門 | 主演男優賞                 | ラジニカーント             | ノミネート | [ 130 ] |
| フィルムフェア賞 南インド映画部門 | 作品賞                     | ボス その男シヴァージ      | ノミネート | [ 130 ] |
| フィルムフェア賞 南インド映画部門 | 女性プレイバックシンガー賞 | チンマイ・シュリーパーダ   | ノミネート | [ 130 ] |
| ヴィジャイ・アワード              | フェイバリット男優賞       | ラジニカーント             | 受賞       | [ 131 ] |
| ヴィジャイ・アワード              | フェイバリット女優賞       | シュリヤ・サラン           | ノミネート | [ 131 ] |
| ヴィジャイ・アワード              | 音楽監督賞                 | A・R・ラフマーン           | 受賞       | [ 131 ] |
| ヴィジャイ・アワード              | 女性プレイバックシンガー賞 | チンマイ                   | ノミネート | [ 131 ] |
| ヴィジャイ・アワード              | 男性プレイバックシンガー賞 | ウディット・ナーラーヤン   | ノミネート | [ 131 ] |
| タミル・ナードゥ州映画賞          | 作品賞                     | ボス その男シヴァージ      | 受賞       | [ 133 ] |